# Stephane Roux

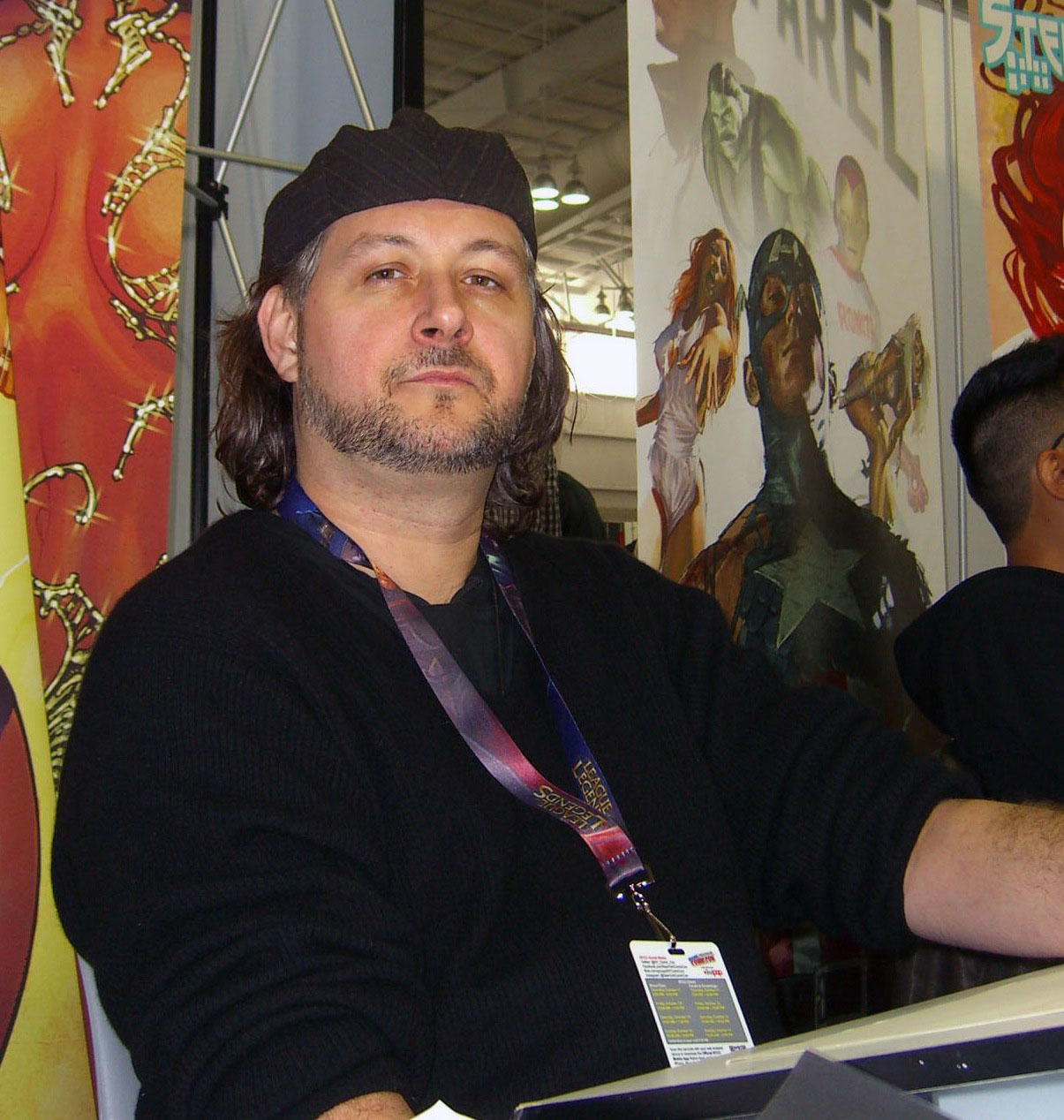
Stéphane Roux em foto de 2012

Stéphane Roux é um desenhista de histórias em quadrinhos americanas. Se tornou conhecido por seu trabalho na revista Zatanna, escrita por Paul Dini e publicada pela DC Comics entre 2010 e 2011. A revista foi a primeira série mensal protagonizada pela personagem homônima desde a sua criação, em 1964. A partir de 2011, ilustrou para a Dark Horse Comics uma nova série, Star Wars: Agent of the Empire, escrita por John Ostrander e apresentando tramas situadas no mesmo momento cronológico dos filmes da trilogia original.